# The Computer Wore Menace Shoes
«The Computer Wore Menace Shoes» (с англ. — «Опасный компьютер») — шестой эпизод двенадцатого сезона мультсериала «Симпсоны». Впервые вышел в эфир 3 декабря 2000 года.

## Сюжет
Гомер зря тратит день, придя на Спрингфилдскую АЭС. Оказалось, что в это день на станции морили тараканов, об этом по электронной почте уведомили всех работников (кроме Гомера, не имеющего компьютер). Этот случай подталкивает Гомера к покупке компьютера. Не сумев разобраться в новинке, Гомер быстро выбрасывает её на помойку. И тогда Лиза решает настроить компьютер так, чтобы в нём разбирался кто угодно, даже Гомер. Вскоре глава семейства обращает внимание на веб-сайты жителей города и решает создать свой собственный. Гомер всего лишь немного копирует с каждого известного ему сайта и называет себя Мистером Икс. Но в таком варианте страница Гомера никому не интересна. Гомеру помогает Барт — он рассказывает то, что услышал от Нельсона и Джимбо: якобы Мэр Квимби построил нелегальный бассейн за деньги из городского бюджета. Гомер размещает этот слух у себя на сайте и вскоре толпа разъярённых журналистов действительно обнаруживает у мэра в подвале секретный бассейн. О загадочном Мистере Икс пишут в газетах и Гомер решает продолжить выкладывать секреты горожан. Так, вскоре пресса узнает о том, что сушки в магазине Апу — не что иное как пончики недельной давности, что Шеф Виггам жарит курицу на электрическом стуле, а больше всего город потрясает известие о том, что мистер Бернс продавал террористам оружейный уран (последнего даже арестовали агенты ФБР). Гомер хранит свою анонимность, пока не узнаёт, что Мистер Икс получит Пулитцеровскую премию за свои открытия. Узнав, что в случае неявки на церемонию премиальные деньги отдадут сиротам, Гомер раскрывает свою личность и становится героем города. Однако теперь горожане Спрингфилда не доверяют «Мистеру Икс» и не делятся с ним никакими секретами, в результате рейтинг веб-сайта Гомера стремительно падает. Не желая отойти в небытие, Гомер начинает публиковать вымышленные факты вроде появления новой расы возле Денвера или мозгового контроля людей с помощью прививок от гриппа. Вскоре Гомер заходит в магазин Апу, который оказывается поддельным грузовиком. Гомера похищают!
Просыпается Симпсон-старший на загадочном острове. Его окружают люди с номерами вместо имен, среди них некий Номер Шесть (Гомер — Номер Пять). Вскоре Гомер узнаёт, что на остров попадают те, кто знают что-то лишнее. А Гомера забрали за его «вымышленную» историю о мозговом контроле с помощью прививок от гриппа, которая оказывается правдой! Также в реальной жизни Гомера заменили двойником, дабы его семья ничего не заподозрила. Но Гомер совершает побег, воспользовавшись самодельным парусником Номера Шесть. Гомер добирается до дома и побеждает своего двойника. Но главарь острова не желает отступить и в результате на остров попадает вся семья (оказалось, они подменили собаку на поддельную). Тем не менее Симпсоны сумели найти плюсы местной жизни и смирились со своим новым местом обитания.